# Microsoft OneNote
Microsoft OneNote ist eine Software zum Erstellen und Organisieren von Notizen. Diese Software von Microsoft wird in unterschiedlichem Funktionsumfang für Android, iOS, macOS, Windows und als Webanwendung vertrieben.

## Anwendung
Microsoft warb damit, dass mit OneNote elektronische Notizen geordnet und leicht wiedergefunden werden können. Der OneNote-„Notizblock“ ist in Abschnitte mit Unterabschnitten gegliedert, die jeweils mehrere Seiten enthalten können. Innerhalb einer Seite können die Seitenelemente verschoben werden. Text kann nicht nur eingetippt, sondern mit einem Tablet-PC auch handschriftlich eingegeben werden. OneNote integriert sich in verschiedene Office-Programme von Microsoft, wodurch Notizen, z. B. in Microsoft Word, oder Kontaktinformationen in Microsoft Outlook leicht aus OneNote übernommen werden können.
Notizen können dabei untereinander verknüpft werden. Eingefügte Inhalte werden dabei automatisch mit ihrer Herkunft verlinkt. So werden z. B. eingefügte Textabschnitte aus Webseiten automatisch mit der entsprechenden URL versehen. In OneNote können Bilder, Videodateien und Texte abgelegt werden. Durch die integrierte Text- und Spracherkennung können Texte in eingefügten Bildern (z. B. von Screenshots) und Sprachdateien (Diktate) nach Stichwörtern durchsucht werden.
„Sammlungen“ in OneNote 2016 vom Office-Paket bestehen aus einer Datei- und Ordnerstruktur, die sich auf lokale Datenträger und Netzwerkfreigaben speichern lässt. Letztere erlauben ein gemeinsames Bearbeiten mit anderen Nutzern oder den Zugriff von unterschiedlichen Geräten aus. Zusätzlich – unter macOS ausschließlich – lassen sich „Notizbücher“ auch auf SharePoint und in Microsofts Cloud-Dienst OneDrive ablegen, was ebenfalls eine Bearbeitung mit mehreren Teilnehmern und die Synchronisation der Inhalte über verschiedene Geräte aller unterstützten Plattformen erlaubt.

## Geschichte
Mit der Version OneNote 2003 kam das Produkt im November 2003 erstmals auf den Markt. Es gab drei Service Packs bis im Januar 2007 OneNote 2007 veröffentlicht wurde. Im Juli 2010 folgte OneNote 2010 und im Januar 2013 OneNote 2013. Die aktuelle Desktop-Version wird seit September 2015 als OneNote 2016 in Verbindung mit Microsoft Office (MS Office 2016, auch in der Abonnement-Version Office 365) und als OneNote in abgewandelter Form mit Windows 10 verbreitet.
Seit Januar 2011 ist von Microsoft eine Apple-iOS-App über den App Store sowie seit Februar 2012 eine Android-Version über Google Play zum kostenlosen Download erhältlich. Seit dem 17. März 2014 ist OneNote auch für Mac OS X erhältlich. Damit ist auch die Synchronisation von Notizen auf einem Windows-PC oder einem Mac und einem Smartphone mit Windows-Phone-, Android- oder iOS-basierten Geräten über OneDrive-Konten möglich.
Seit Mitte März 2014 ist OneNote auf allen Plattformen kostenlos nutzbar, wobei Benutzer gekaufter Office-Versionen zusätzliche Funktionen bekommen.
Per 2019 wird OneNote unter Windows nur noch als Windows-10-App (UWP) mit eingeschränkten Funktionen vertrieben und nicht mehr als vollwertige Win32-Anwendung im Office-Paket.
Seit März 2020 wird bei der Installation von Office 365 oder Office 2019 die „klassische“ Anwendung zusammen mit Word, PowerPoint und Excel installiert. Eine „Standalone“-Variante dieser Win32-Anwendung wird von Microsoft derzeit kostenfrei angeboten. Die als Nachfolger empfohlene UWP-App unterstützt nur noch Notizbücher in der Cloud (wie unter macOS nur noch OneDrive) und ist für Tablets und die Stift-Nutzung optimiert. Unter macOS wird OneNote wie bisher weiterentwickelt und mit Office 2019 für Mac mitgeliefert.
Ab Windows 11 wird OneNote für Windows 10 bei neuen Windows-Installationen nicht mehr installiert werden, konnte man jedoch wieder im Microsoft App Store nachladen. Mittlerweile ist sie auch dort nicht mehr verfügbar.